# A Sporting Double
A Sporting Double er en britisk stumfilm fra 1922 af Arthur Rooke.

## Medvirkende
- John Stuart som Will Blunt
- Lilian Douglas som Ethel Grimshaw
- Douglas Munro som John Brent
- Humberston Wright som Henry Maxwell
- Terence Cavanagh som Philip Harvey
- Tom Coventry som Bargee